# Rotonda della Besana
A Rotonda della Besana a milánói Sforza-kórház egykori temetője.

## Története
1698 és 1725 között létesült, de 1783-ban egészségügyi okokra hivatkozva megszüntették. A Rotonda alaprajzával négylevelű lóherére emlékeztető, hatalmas építmény árkádokkal övezett udvarának közepén kis nyolcszögletű, kupolás szentéllyel, amelyet Attilio Arrigoni 1725-ben épített. 1809-ben Eugène de Beauharnais, I. Napóleon francia császár mostohafia, az Itáliai Királyság alkirálya, Pantheon létesítését tervezte itt, amelynek tervezésével Cagnolát bízta meg, de ez az elképzelés nem valósult meg.  Az építménynek sok különböző rendeltetése volt, napjainkban modern művészeti kiállításokat rendeznek benne.

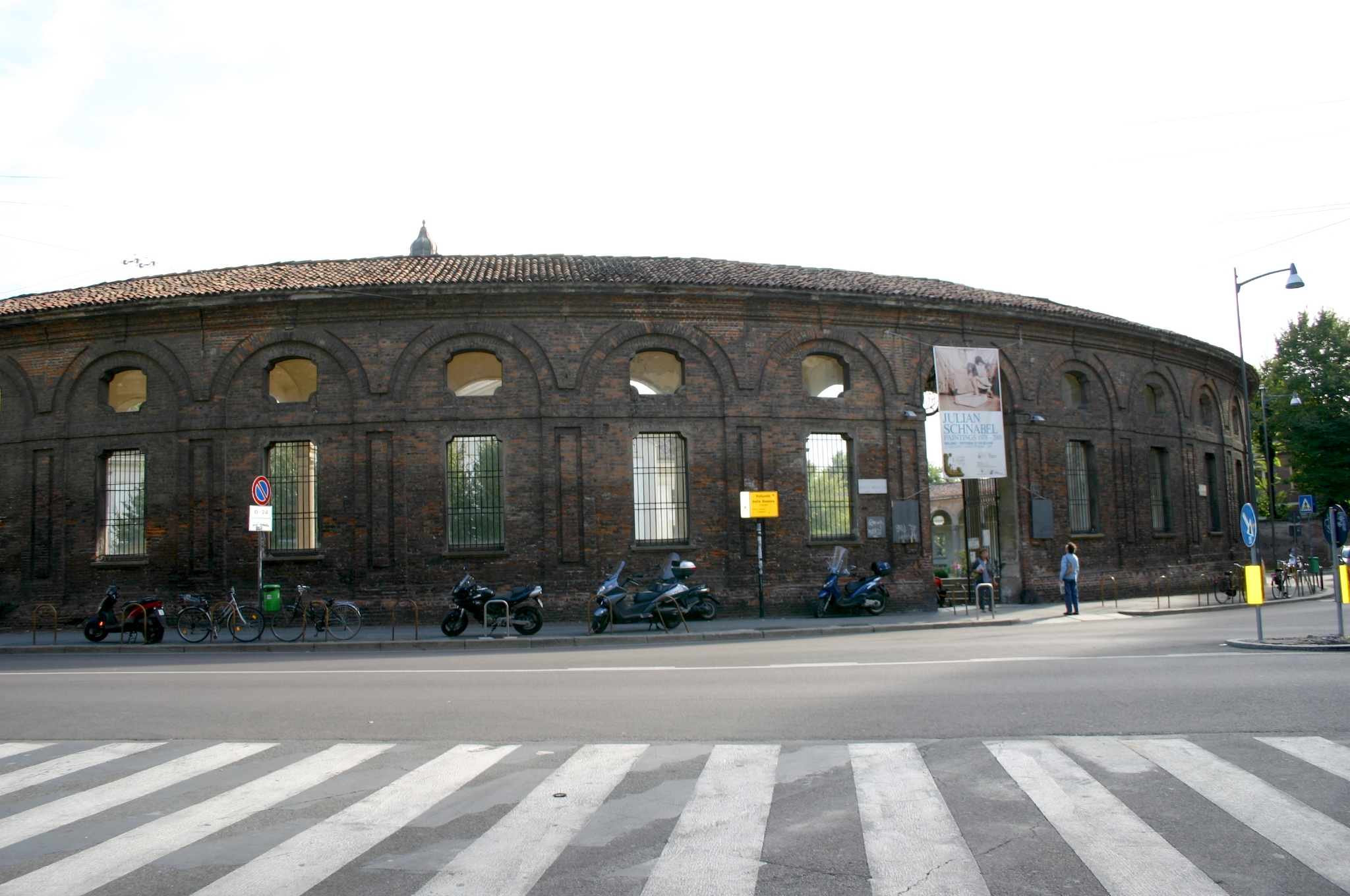
Rotonda della Besana